# 黑恩施文德
黑恩施文德（德語：Herrnschwende，發音：[ˈhɛʁnʃvɛndə]）是德国图林根州瑟默达县曾经的一个市镇，面积8.62平方千米，2017年12月31日人口为273人。2019年1月1日，黑恩施文德并入市镇魏森塞。